# Felicia Atkins
Felicia Atkins (nacida el 5 de abril de 1937) es una modelo australiana.
Fue Playmate del Mes para la revista Playboy en el número de abril de 1958. Fue fotografiada por Bruno Bernard y Bill Puentes.
Atkins fue una showgirl en el Tropicana Resort & Casino en Las Vegas, en su interpretación de Las Vegas de "Folies Bergère", que es cómo ella fue descubierta por Playboy. (El número fue presentado en una temáticas de Las Vegas.) Ella ostenta el récord de la más larga permanencia en la taquillera Folies-Bergère (19 años).
Fue la dama de honor en el matrimonio de Phillip Crosby, hijo de Bing Crosby, con su compañera showgirl de Tropicana Sandra Drummond, mientras ella salía con el hermano de Phillip, Gary Crosby.